# محمود بن أبي القاسم الدشتي
أبو محمدٍ محمودُ بنُ أبي القاسم بن بدران بن أيان الدشتي (600 - 665 هـ) عالم مسلم محدّث زاهد، قيل إنه حنفي له عدة كتب، منها كتاب إثبات الحد لله. سمَّي الدشتي نسبةً الى الدشت وهي بليدة في وسط الجبال بين إربل وتبريز، رأيتها عامرة كثيرة الخير، أهلها كلهم أكراد 

## حياته
محمود بن أبي القاسم إسفنديار بن بدران بن أيّان الدشتي الإربلي الآنمي، كان قانعاً، متعففاً، صبوراً على الفقر، فإذا أفطر فعلى أربع عشرة لقمة أو نحوها، يقتصر عليها، وكان أمّاراً بالمعروف نهّاء عن المنكر، داعية إلى السنة مجانباً للبدعة، يبالغ في الرد على نفاة الصفات الخبرية، وينال منهم سبّاً وتبديعاً، خطه رديء، وكان كثير الصوم، روى عنه الدمياطي في معجمه، أبو محمود الدشتي له ابن أخٍ اسمه أحمد بن محمد أبو بكر الدشتي.

## شيوخه
- إبراهيم بن محمد بن الأزهر الصُّرَيْفيني[4]
- إسماعيل بن أحمد العراقي ، أبو الفضل[5]
- جعفر بن علي الهَمْدانيّ المالكي[6]
- سليمان بن إبراهيم الإسعردي[7]
- عبد الله بن الحسين بن رواحة[6]
- عبد الله بن محمد بن أحمد ابن أبي عمر ابن قدامة الخطيب[8]
- عبدالرحمن بن محمد بن أحمد المقدسي[9]
- علي بن الحسين بن المقير، أبو الحسن الحنبلي (٦٤٣هـ).[6]
- محمد بن عبد الحق بن خلف بن عبد الحق الدمشقي، أبو عبد الله.[10]
- محمد بن عبدالواحد المقدسي الضياء الحافظ، أبو عبد الله.[6]
- يعيش بن علي بن يعيش الموصلي، أبو البقاء (٦٤٣هـ).[6]
- يوسف بن خليل الحافظ، أبو الحجاج الدمشقي (٦٤٨هـ).[6]

## تلامذته
- أحمد بن محمد أبـو بكـر الدشتي، وهو ابن أخي محمد الدشتي، اعتنـى بـه عمه أبو محمود وأسمَعَهُ الكثير.
- عبدالمؤمن بن خلف الدمياطي
- أبو عبد الله ابن عبد الله الرومي الزجّاج

## كتبه
- إثبات الحد لله عز وجل وبأنه قاعد وجالس على عرشه
- كتاب في طرق حديث الأطيط
- النهي عن الرقص والسماع 654 هـ
- جزء في الأمر بإخفاء الذِكْر

## مع الأمراء
قال الذهبي في كتابه تاريخ الإسلام "وكان ينكر على الأمراء الكبار ويغلظ لهم في المحافل. ولا يقبل من أحد شيئا، ويقتنع باليسير، رحمه الله تعالى"، دخل الدشتيُّ على الناصر وأنكر عليه بعض هَنَاتِهِ، فلَكَمَهُ السلطانُ وأخرج، ثم بعث إليه يستعطفه فقال: ودّي أدخل إليه وأخاطبه بما خاطبته به ويعود إلى ضربي، وضربَهَ مرة أخرى لؤلؤ بحلب لمّا كان بها نائبا، لأن الدشتي قرأ مناقب الصحابة وقصد إسماعه ذلك يوم الجمعة، فضربه لؤلؤٌ، ذكرَ الصفدي في كتابه الوافي بالوفيات أن لؤلؤاً "كان شيعيا، فلهذا ضربه"، وأنكر الدشتيُّ على الباذرائي القيامَ للدعاء للخليفة بدار السعادة.

## وفاته
توفي بمصر، سنة خمس وستين وستمائة الهجرية، ودفن بسفح المقطم مجاوراً لقبر عبد الغني المقدسي.